# Progressione del record mondiale dei 3000 metri piani maschili
La voce seguente illustra la progressione del record mondiale dei 3000 metri piani maschili di atletica leggera.
Il primo record mondiale maschile venne riconosciuto dalla federazione internazionale di atletica leggera nel 1912, mentre il primo record mondiale indoor risale al 1973. Ad oggi, la World Athletics ha ratificato ufficialmente 26 record mondiali assoluti e 7 record mondiali indoor di specialità.

## Progressione

### Record assoluti
| Tempo    | Atleta             | Nazione      | Luogo                   | Data              | Note |
| -------- | ------------------ | ------------ | ----------------------- | ----------------- | ---- |
| 8'36"8 m | Hannes Kolehmainen | Finlandia    | Stoccolma, Svezia       | 6 luglio 1912     |      |
| 8'33"2 m | John Zander        | Svezia       | Stoccolma, Svezia       | 7 agosto 1918     |      |
| 8'28"6 m | Paavo Nurmi        | Finlandia    | Turku, Finlandia        | 27 agosto 1922    |      |
| 8'27"6 m | Edvin Wide         | Svezia       | Halmstad, Svezia        | 7 giugno 1925     |      |
| 8'25"4 m | Paavo Nurmi        | Finlandia    | Berlino, Germania       | 24 maggio 1926    |      |
| 8'20"4 m | Paavo Nurmi        | Finlandia    | Stoccolma, Svezia       | 12 luglio 1926    |      |
| 8'18"8 m | Janusz Kusociński  | Polonia      | Anversa, Belgio         | 19 giugno 1932    |      |
| 8'18"4 m | Henry Nielsen      | Danimarca    | Stoccolma, Svezia       | 24 luglio 1934    |      |
| 8'14"8 m | Gunnar Höckert     | Finlandia    | Stoccolma, Svezia       | 16 settembre 1936 |      |
| 8'09"0 m | Henry Kälarne      | Svezia       | Stoccolma, Svezia       | 14 agosto 1940    |      |
| 8'01"2 m | Gunder Hägg        | Svezia       | Stoccolma, Svezia       | 28 agosto 1942    |      |
| 7'58"8 m | Gaston Reiff       | Belgio       | Gävle, Svezia           | 12 agosto 1949    |      |
| 7'55"6 m | Sándor Iharos      | Ungheria     | Budapest, Ungheria      | 14 maggio 1955    |      |
| 7'55"6 m | Gordon Pirie       | Regno Unito  | Trondheim, Norvegia     | 22 giugno 1956    |      |
| 7'52"8 m | Gordon Pirie       | Regno Unito  | Malmö, Svezia           | 4 settembre 1956  |      |
| 7'49"2 m | Michel Jazy        | Francia      | Saint-Maur, Francia     | 27 giugno 1962    |      |
| 7'49"0 m | Michel Jazy        | Francia      | Melun, Francia          | 23 giugno 1965    | +    |
| 7'46"0 m | Siegfried Herrmann | Germania Est | Erfurt, Germania Est    | 5 agosto 1965     |      |
| 7'39"6 m | Kipchoge Keino     | Kenya        | Helsingborg, Svezia     | 27 agosto 1965    |      |
| 7'37"6 m | Emiel Puttemans    | Belgio       | Aarhus, Danimarca       | 14 settembre 1972 |      |
| 7'35"2 m | Brendan Foster     | Regno Unito  | Gateshead, Regno Unito  | 3 agosto 1974     |      |
| 7'32"1 m | Henry Rono         | Kenya        | Oslo, Norvegia          | 27 giugno 1978    |      |
| 7'29"45  | Saïd Aouita        | Marocco      | Colonia, Germania Ovest | 20 agosto 1989    |      |
| 7'28"96  | Moses Kiptanui     | Kenya        | Colonia, Germania       | 16 agosto 1992    |      |
| 7'25"11  | Noureddine Morceli | Algeria      | Monaco                  | 2 agosto 1994     |      |
| 7'20"67  | Daniel Komen       | Kenya        | Rieti, Italia           | 1º settembre 1996 |      |
| 7'17"55  | Jakob Ingebrigtsen | Norvegia     | Chorzów, Polonia        | 25 agosto 2024    |      |

### Record indoor
| Tempo    | Atleta             | Nazione | Luogo                         | Data             | Note |
| -------- | ------------------ | ------- | ----------------------------- | ---------------- | ---- |
| 7'39"2 m | Emiel Puttemans    | Belgio  | Berlino Ovest, Germania Ovest | 18 febbraio 1973 | +    |
| 7'37"31  | Moses Kiptanui     | Kenya   | Siviglia, Spagna              | 20 febbraio 1992 |      |
| 7'35"15  | Moses Kiptanui     | Kenya   | Gand, Belgio                  | 12 febbraio 1995 |      |
| 7'30"72  | Haile Gebrselassie | Etiopia | Stoccarda, Germania           | 4 febbraio 1996  |      |
| 7'26"15  | Haile Gebrselassie | Etiopia | Karlsruhe, Germania           | 25 gennaio 1998  |      |
| 7'24"90  | Daniel Komen       | Kenya   | Budapest, Ungheria            | 6 febbraio 1998  |      |
| 7'23"81  | Lamecha Girma      | Etiopia | Liévin, Francia               | 15 febbraio 2023 |      |